# Île Theta
Theta est une île des Bermudes. 